# 帚菊亞科
帚菊亞科是菊科下的一个亞科，其下只有帚菊族一族，包含了6属。
本亞科植物為草本植物或灌木，分佈於中亞、中東和東亞。

## 外部連結
维基共享资源上的相關多媒體資源：帚菊亞科
- Tolweb Pertyoideae （页面存档备份，存于）